# Den ensamme bowlaren
Den ensamme bowlaren (engelska: Bowling Alone) är en bok från 2000 av den amerikanske statsvetaren Robert Putnam. Boken bygger vidare på Putnams essä "Bowling Alone: America's Declining Social Capital" från 1995. Putnam undersöker den förlust av socialt kapital som har skett i Förenta staterna sedan 1950. Han beskriver ett avtagande av alla de former av mänskligt umgänge som amerikaner tidigare byggde och förädlade sitt sociala liv kring. Putnam anser att detta underminerar det aktiva engagemang som krävs för att en demokrati ska fungera på ett önskvärt sätt.
Putnam hade tidigare skrivit boken Den fungerande demokratin, som undersökte vad som påverkade demokratins funktionalitet i olika italienska regioner efter en decentraliseringsreform. Han hade där dragit slutsatsen att umgänge som leder till tillit och förtroende var det mest avgörande. Den ensamme bowlaren var Putnams stora genombrott som offentlig intellektuell och väckte stort intresse för idén om socialt kapital.
Boken har kritiserats då empiriska studier har visat att fler faktorer än de Putnam tar upp bidrar till att socialt kapital sjunker. Exempelvis har kritiker framhållit politisk korruption och förekomsten av minoritetsgrupper som känner sig förfördelade som viktiga faktorer. Den ensamme bowlaren gavs ut på svenska 2001 i översättning av Margareta Eklöf.